# Calle de las Fuentes

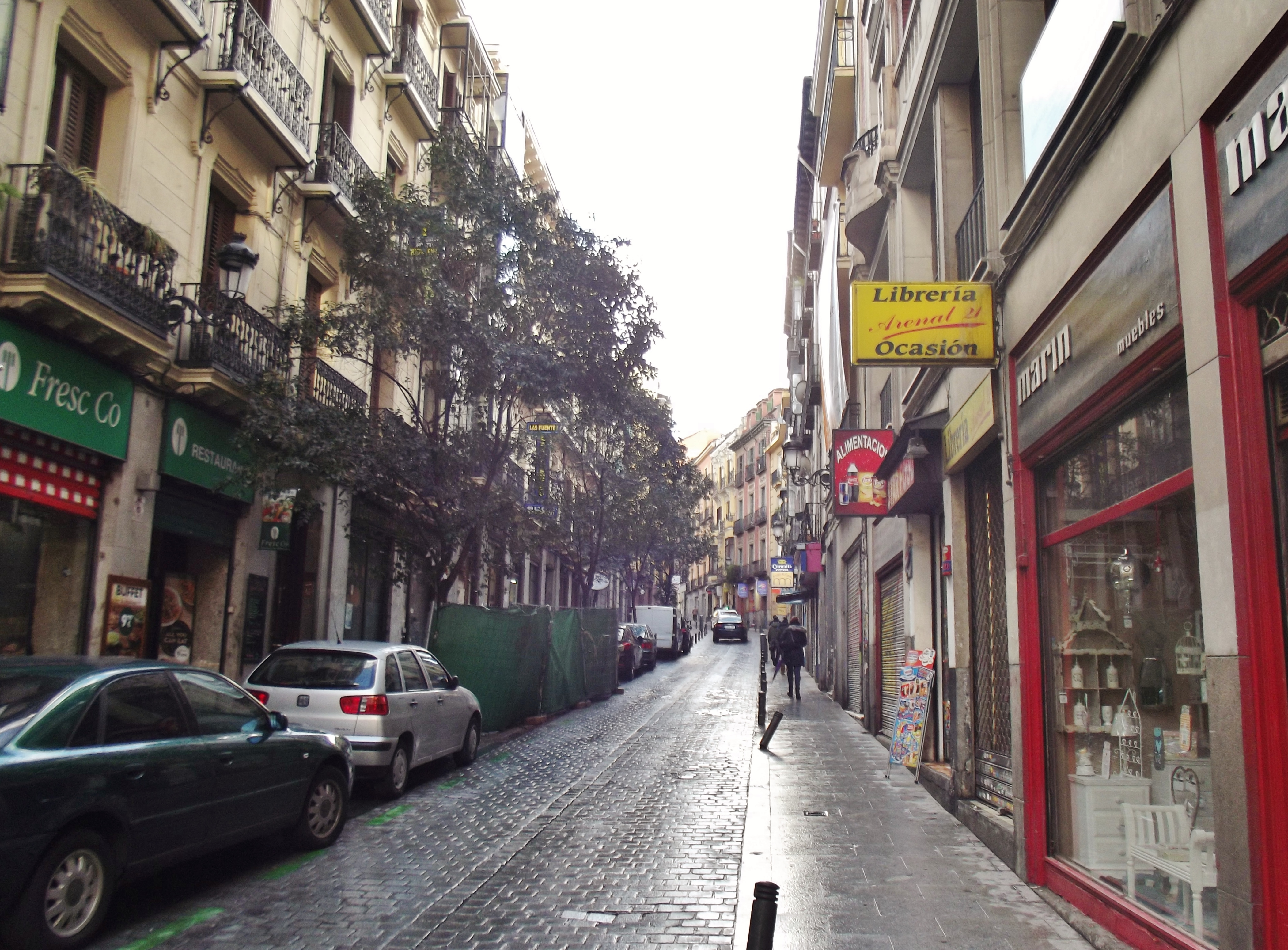
La calle de las Fuentes en 2017

La calle de las Fuentes es una vía urbana del barrio de Sol en el distrito Centro de Madrid, situada entre 
la plaza de Herradores y la calle Arenal.

## Historia
Queda noticia de que en el periodo medieval, esta callejuela de extramuros se conocía como calle del Arrabal. Al parecer en este espacio estuvo la quinta de recreo conocida como huerta de la Reina, por ser un regalo de Alfonso VIII de Castilla para su esposa Leonor Plantagenet. Se la describe, quizá de forma bastante fabulosa, como un vergel con ocho fuentes con los bustos labrados en piedra de los ocho reyes Alfonsos habidos por Castilla hasta aquellas fechas. Otros cronistas mencionan a un conde de Fuentes que tenía su casona entre la calle del Arenal y esta ribera, y Peñasco y Cambronero aventuran la razón del nombre por la proximidad de las viejas fuentes de los Caños del Peral, razonamiento que asimismo suscribió el también cronista Pedro de Répide.
Tanto en el plano de Teixeira (1656) y en el de Espinosa (1769), ya aparece con este nombre, conservándose además antecedentes de construcciones particulares desde 1660.

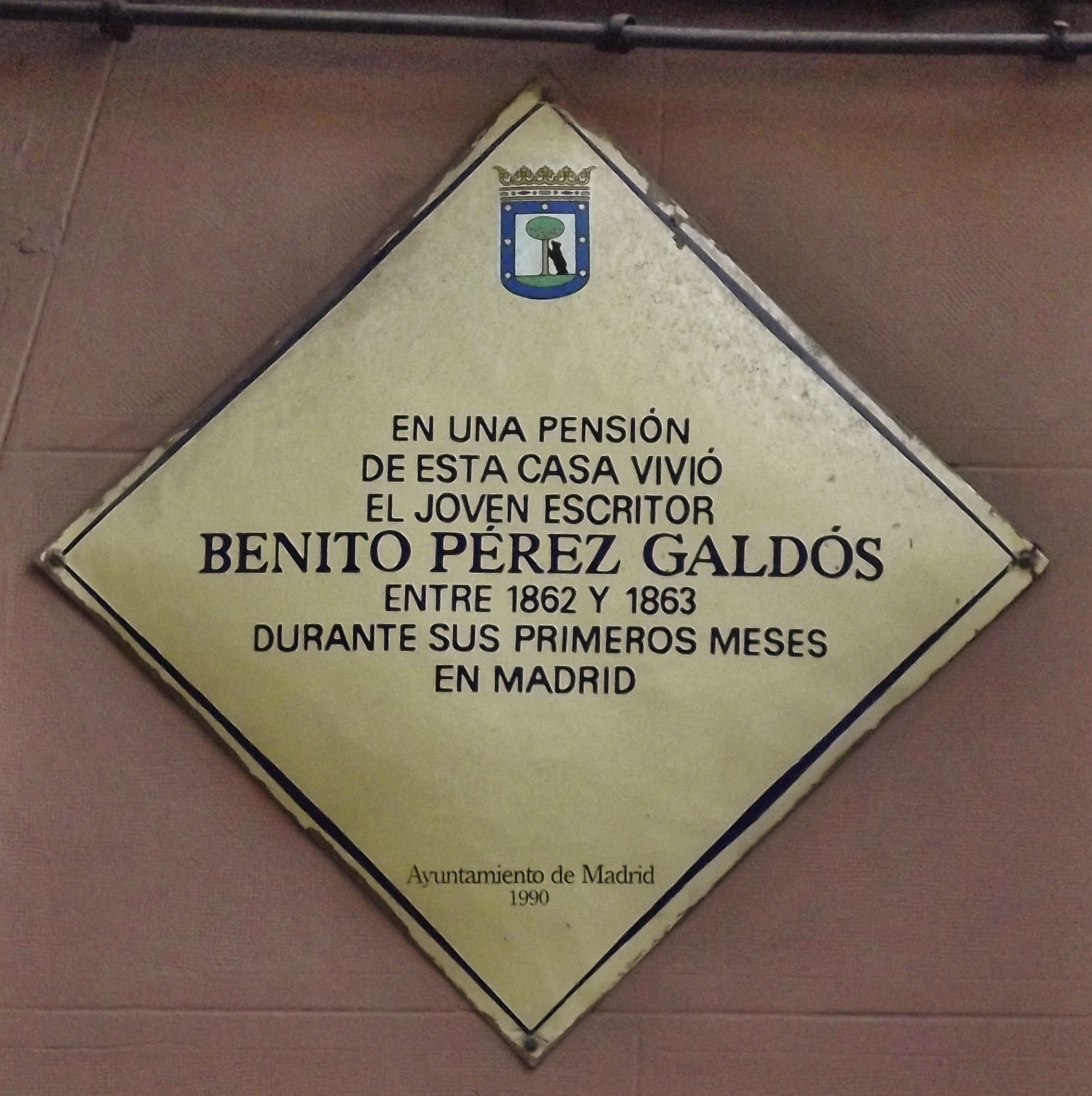
Placa municipal en la fachada de la casa que ocupaba la pensión en la que vivió el joven escritor Benito Pérez Galdós entre 1862 y 1863, durante sus primeros meses en Madrid.

Como recuerda una placa municipal, en el número 3 de esta calle se encontraba una de las primeras pensiones en las que vivió Benito Pérez Galdós, recién llegado a Madrid como joven universitario del antiguo caserón de San Bernardo. Allí residió entre 1862 y 1863. Descrita por el «sumo galdosista» Pedro Ortiz-Armengol como un ejemplo singular de «irregularidad urbana. Ni es plana, ni es recta, ni tiene la misma anchura en su recorrido», el segundo piso del edificio que funcionaba como casa de huéspedes en el estrangulamiento del inicio de la calle, era parte de una casa burguesa donde desde ya hacía tiempo se alojaba Fernando León y Castillo, amigo de Galdós y «cicerone» del escritor en la capital de España. Galdós también compartiría esa casa con el estudiante canario Miguel Massieu, que retrató al escritor en un dibujo a pastel que se encuentra en la Biblioteca Nacional.